# Christina-Johanne Schröder
Christina-Johanne Schröder (nascida a 6 de dezembro de 1983, em Bremen) é uma política alemã do partido verde e membro do Bundestag.

## Biografia
Schröder cresceu em Berna, Alemanha. De 2003 a 2008 estudou para ensinar alemão e história nas universidades de Oldenburg, Wuppertal e Bremen e até 2013 trabalhou como vendedora na Brake (Unterweser). Em seguida, estudou ciências sociais em Oldenburg e formou-se como Bacharel em 2015. Ela então estudou Gestão Política, Políticas Públicas e Administração Pública na NRW Escola de Governança da Universidade de Duisburg-Essen, graduando-se em 2017 com um mestrado.
Em 2009 Schröder casou-se. Ela reside em Berna.

## Carreira
Schröder ingressou no Partido Verde em 2009. Desde 2011 tem servido como membro do Kreistag de Wesermarsch. Ela concorreu sem sucesso na eleição federal alemã de 2017 como candidata verde para o distrito eleitoral de Delmenhorst – Wesermarsch – Oldenburg-Land (círculo 28) e na lista dos verdes do estado da Baixa Saxónia.
De 2018 a 2019 Schröder serviu como chefe de gabinete do deputado estadual Christian Meyer no Parlamento Estadual da Saxónia. Posteriormente, ela trabalhou como conselheira em habitação e construção para o grupo do Partido Verde no Parlamento do Estado.
Nas eleições federais alemãs de 2021, ela concorreu novamente como candidata dos verde pelo distrito eleitoral 28. Schröder foi eleita para o Bundestag através da lista do partido. Desde então, ela tem servido no Comité de Habitação, Desenvolvimento Urbano e Construção e no Comité de Agricultura.